# Māhnīān
Māhnīān (persiska: ماهنیان) är en ort i Iran.   Den ligger i provinsen Hamadan, i den nordvästra delen av landet, 210 km väster om huvudstaden Teheran. Māhnīān ligger 2 053 meter över havet och antalet invånare är 480.
Terrängen runt Māhnīān är kuperad åt nordost, men åt sydväst är den platt.Runt Māhnīān är det ganska glesbefolkat, med 47 invånare per kvadratkilometer. Närmaste större samhälle är Razan, 13,2 km söder om Māhnīān. Trakten runt Māhnīān består i huvudsak av gräsmarker.